# Wie sag’ ich’s meinem Mann?
Wie sag’ ich’s meinem Mann? ist eine deutsche Filmkomödie aus dem Jahre 1932 von Reinhold Schünzel mit Renate Müller und Georg Alexander in den Hauptrollen.

## Handlung
Direktor Oltendorff ist zwar ein fürsorglicher und liebevoller Ehemann, aber auch ein ziemlicher Pascha mit reaktionären Beziehungsansichten, der seiner freundlichen Frau Charlotte eindeutig klarmacht, wer hier der Herr im Hause ist. Deshalb wagt sie auch nicht ihm einzugestehen, dass sie jüngst, als er auf einer Geschäftsreise war, sich einen zweitägigen Ausflug mit ihrer besten Freundin Hilde Falk an die Ostsee geleistet hat. Solche Alleingänge ohne seine Zustimmung sieht der Gatte, der sich mehr und mehr zum Haustyrannen entwickelt hat, gar nicht gern. Aus diesem Grunde hört Lotte auf den Rat Hildes und verschweigt den Kurztrip gegenüber ihrem Gatten, nachdem dieser an Heim und Herd zurückgekehrt ist. Da Frau Oltendorff aber eine grundehrliche Haut ist und kein Talent zum Lügen besitzt, kommt ihr gestrenger Gatte bald hinter die Aushäusigkeit Charlottes und nimmt sofort an, dass sie ihm fremdgegangen sein muss. Denn angeblich hat sie die Oper ausgerechnet an jenem Abend besucht, an dem die Rosenkavalier-Vorstellung, bei der Richard Strauss persönlich dirigieren sollte, ausfiel, da der eiserne Vorhang nicht hochging. Auch staunt der Gatte Oltendorff über die Strandbräune im Gesicht seiner Frau, die sie daheim kaum bekommen haben dürfte.
Die Dinge verkomplizieren sich noch, denn auf der Heimfahrt von Heringsdorf ist Charlotte Oltendorff auch noch das kleine Reiseköfferchen aus dem Auto geplumpst und wurde von dem Fahrlehrer Adolf Schott entdeckt und aufgesammelt. Bei sich daheim findet nun dessen Freundin Lissy das Teil und entdeckt zu ihrem Schrecken, dass sich darin Frauenkleidung befindet, darunter ein gelber Seidenpyjama. Sofort macht sie ihrem Adolf eine Szene … und das, obwohl sie selbst nicht ganz unschuldig ist. Denn sie saß im selben Zug, mit dem auch Oltendorff unterwegs war, und hatte mit ihm beim gemeinsamen Frühstück schon heftig geschäkert. Als Lissy wutentbrannt das Köfferchen nebst Seidenpyjama im Hause Oltendorff wieder abgeben will, staunt sie nicht schlecht, dass es sich dabei um die Gattin ihrer jüngsten Reisebekanntschaft handelt. Nun kommt alles heraus: Die Eifersüchteleien kochen derart hoch, dass nun sogar Scheidungsabsichten geäußert werden. Aufgelöst verlässt Charlotte das Haus und zieht erst einmal zur Freundin Hilde. Doch weder ihr noch ihrem Ehemann bekommt die neu gewonnene Freiheit sonderlich gut. Nun liegt es am treuen Diener Johann, die Wogen wieder zu glätten und die Eheleute erneut zusammenzuführen. Man versöhnt sich, und das Ehepaar tritt seine zweite Hochzeitsreise an.

## Produktionsnotizen
Wie sag’ ich’s meinem Mann?, ein weitgehend unbekanntes Nebenwerk Schünzels, entstand zwischen dem 1. August  und dem 15. September 1932 in den UFA-Ateliers von Neubabelsberg und Berlin-Tempelhof sowie mit Außenaufnahmen in Heringsdorf an der Ostsee und wurde am 18. Oktober 1932 in Berlins Gloria-Palast uraufgeführt.
Günther Stapenhorst war Produktionsleiter. Werner Schlichting entwarf die Filmbauten. Paul Dessau übernahm die musikalische Leitung. Hermann Fritzsching zeichnete für den Ton verantwortlich. Kurt Hoffmann war Regieassistent, Erich von Neusser Aufnahmeleiter. Horst von Harbou besorgte die Standfotos.

## Musik
Folgende Musiktitel wurden gespielt:
- Eine Frau wie ich, bescheiden und still
- Jetzt bin ich allein
- Man ist zärtlich und lieb
- Wie sag’ ich’s meinem Mann?

Diese Lieder mit Texten von Felix Joachimson erschienen im Musikverlag Ufaton-Verlags GmbH, Berlin.

## Kritik
Die Österreichische Film-Zeitung nannte den Film „amüsant“ und lobte die „vorzüglichen Hauptdarsteller“ Renate Müller, Georg Alexander und Ida Wüst. Schließlich: „Otto Wallburg, diesmal in einer drolligen Maske, sorgt für Lachen“.